# Castanet (Aveyron)
Castanet é uma comuna francesa na região administrativa de Occitânia, no departamento de Aveyron. Estende-se por uma área de 30,42 km². Em 2010 a comuna tinha 540 habitantes (densidade: 17,8 hab./km²).